# مطبخ أندلسي
المطبخ الأندلسي هو مطبخ متنوع وذلك لانتشاره في منطقة متنوعة بحد ذاتها. ومع هذا، فينفرد بأنواع من الطعام منها بالحساء البارد (الغسباجيو) والسمك المقلي (بسكايتو فريتو) ولحم الخنزير المدخن والمقدد المعروف بالجامونز والخمر الأندلسي المسمى جيريز.

## المقالي
معظم مقالي المطبخ الأندلسي يعتمد على زيت الزيتون الذي يصنع في مناطق جاين وقرطبة وإشبيليا وغرناطة في إسبانيا.
يغلف الطعام المراد قليه بالطحين الصافي بدون أي زيادة أخرى إلا من طحين الحمص الذي يضاف لبعض الأنواع من الطبخ. ثم يقلى بتغميسه في كميات كبيرة من الزيت الذي يغلي.

## الحساء

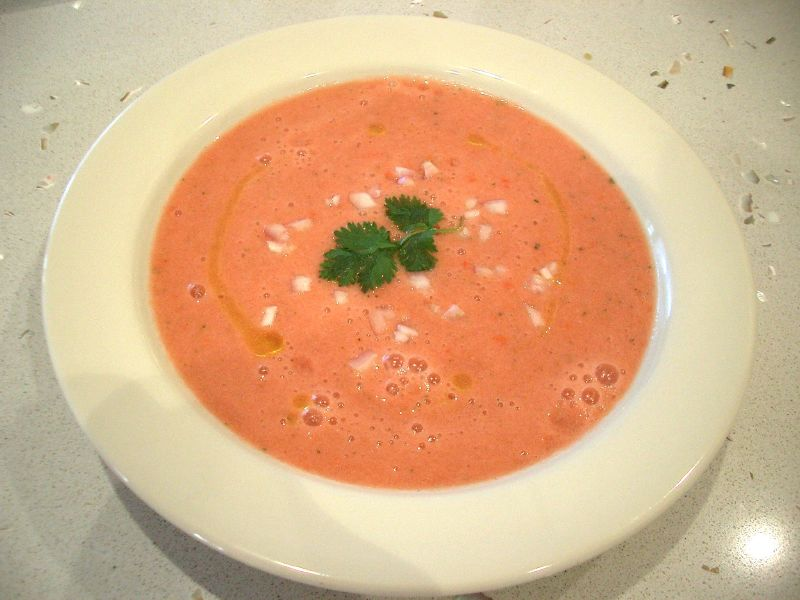
حساء كاسباجيو البندورة (طماطم) الأندلسية

وتشتهر الأندلس بالحساء البارد المفضل في أيام الصيف الحارة لخصائصهم المنعشة. وهناك العديد من أنواعه. مثلاً الغسباجيو وهو حساء بارد من أصل أندلسي اشتهر في إسبانيا وأميركا اللاتينية.. وهذا الحساء يتألف من البندورة (طماطم) ،الخيار، الفليفلة، البقدونس، زيت الزيتون، البصل، الثوم، الخبز المقدد، الخل، ماء وملح. وفي بعض الأنواع، يضاف عصير الحامض والسكر. والأجوبلانكو وهو حساء أبيض مصنوع من الخبز المغمس بالخل والزيت مع الثوم واللوز.

## اللحوم
يعتمد الأندلسيون على لحم الخراف الضأن والبقر في أطباقهم.

## الأسماك

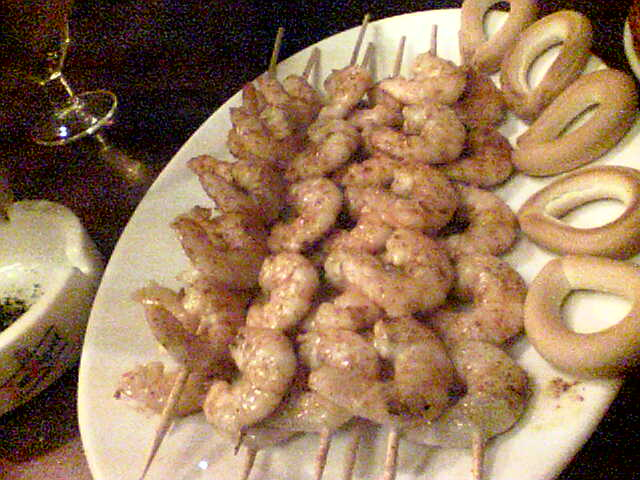
أسياخ الربيان والصبيدج على الطريقة الأندلسية

تحيط البحار خمس مناطق أندلسية مما يجعل الأسماك والمأكولات البحرية مادة أساسية في المطبخ الأندلسي. فتجد الأندلسيين يستعملون القريدس (الجمبري) والروبيان وأصداف الموركس والحبار والصبيدج وسمك البلم (الأنشوفة) في معظم أطباقهم. كما يستعملون أرجل السلاطعين والسمك المبلطح وسمك القشقوش.

## الحلويات

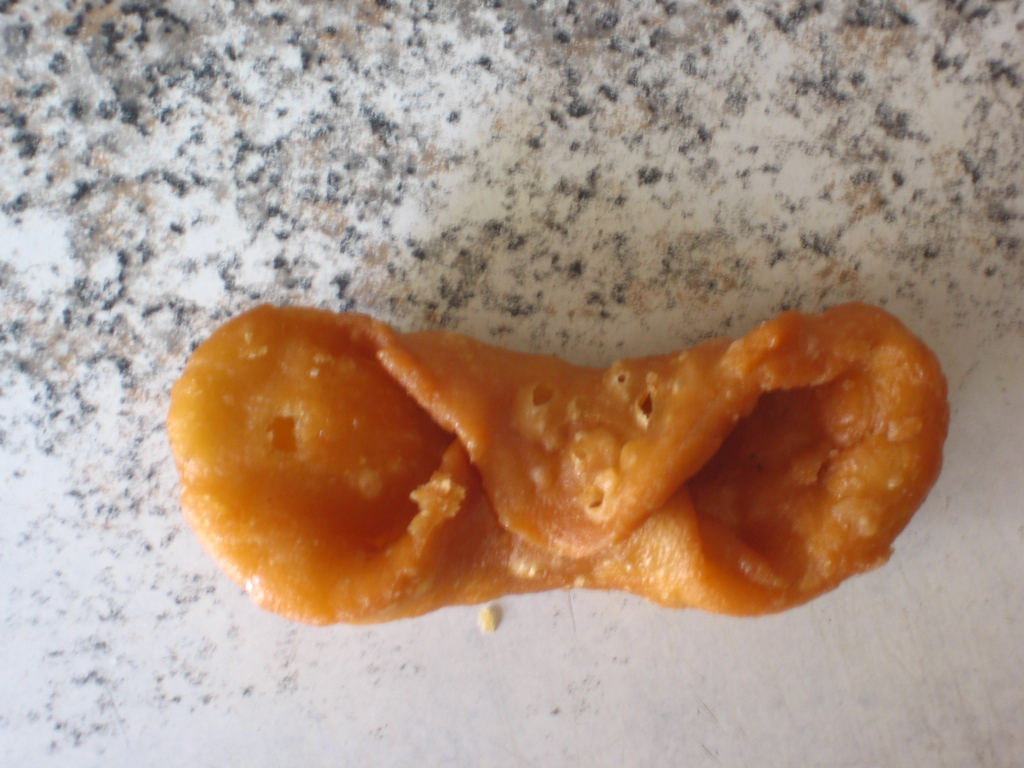
ألبستينوس بالعسل

الحلويات الأندلسية هي تطور للحلويات العربية التي اشتهرت أيام الحكم العربي للأندلس. منها ألبستينوس (عجين مقلى مغطى بالعسل) والفاجوري والأماركيلوس (معكرون اللوز) والبلفورونيس (اللوزية) والخبز المشحم والكعك المقلي بالنبيذ والتوريجاس.

## المشروبات
نبيذ الجيريز، هو نبيذ مشهور عالميا حتى أن شكسبير تغنى به في أدبياته. وهو مصنوع من نبيذ مضاف إليه الكحول. ومن نبيذهم الفاخر تجد المانونيلا والنبيذ الأبيض من قادس، ونبيذ كوندادو وروتا. ومن الخمر الحلاة اشتهرت خمرة الينسون في روت والكازالا دي لا سييرا والروم من سواحل غرناطة.

## أشهر الأطباق
وبعض الأطباق الأندلسية المعتادة هي:
- بيسكيتو فريتو (السمك المقلي)
- الغسباجيو (حساء البندورة الباردة)
- سلاموريجو القرطبي (حساء الخبز والبندورة)
- برينغا (طبق لحوم)
- جامون الجابوكي (لحم الخنزير المعالج)
- الزيتون المعد المنقوع بالخل أو الزيت أو الماء المالح
- أجوبلانكو (الحساء البيضاء)
- بوليا
- الينسون
- النبيذ الملقي
- ميغاس دي هارينا (طبق يصنع من فضلات الخبز المطبوخ مع الثوم والفصة.

## عادات الطعام
يتناولون الأندلسيون الطعام ثلاث مرات في اليوم: 
- الفطور: وهي وقعة خفيفة تعتمد على الفاكهة والعصير، الحليب والقهوة، والخبز مع البندورة أو الميغاس دي هارينا.
- بعد الظهر: وهي الوقعة الرئيسة ويتناولونها بين الواحدة والثانية والنصف بعد الظهر. ويتناولون خلالها ثلاثة أطباق: الطبق الأول من المعجنات أو الخضار، والطبق الثاني من اللحوم (سمك أو ضان) والثالث من الفاكهة واللبن (الزبادي).
- مساء: بين التاسعة والحادية عشرة والنصف مساء. ويتناولون كمية طعام أقل من بعد الظهر وأكثر من الصباح. وبالعادة تكون مؤلفة من طبق طعام واحد وفواكه.

## وصلات خارجية
- المطبخ الأندلسي
- مجموعة المطبخ الكاتيتانو
- موقع شراب الشيري الرسمي
- تذوق الأندلس

## راجع المقالات التالية
- الأندلسيون
- إسبانيا

## مصدر
٭ يعتمد بالأساس على ترجمة مقال «ويكيبيديا» الأنكليزية والإسبانية.